# Roman Erich Petsche
Roman Erich Petsche (Gottschee, 3 de febrero de 1907-Ried im Innkreis, 1993) fue un profesor austriaco, supervisor de escuela y pintor. Fue honrado por el Memorial Yad Vashem como Justo entre las Naciones .
Hijo de un profesor y de una madre de la antigua nobleza de Galitzia, a la que más tarde describió como una "mujer polaca con conciencia nacional", creció en Gottschee, una isla de lengua alemana en Eslovenia. La familia se mudó a Salzburgo en 1919, donde su padre había encontrado trabajo en la formación de maestros después de huir del Reino de los Serbios, Croatas y Eslovenos. Después de la Matura 1925 Petsche estudió en Viena. Desde 1929 trabajó como profesor primero en Salzburgo (1931-1933) luego en Ried im Innkreis y desde 1933 en Sankt Pölten.
En 1944, Petsche fue despedido como oficial de la Wehrmacht en la ciudad de Novi Sad con la familia judía Csarneyi. En la misma casa también el abogado judío Dr. Tibor con su esposa Vera y sus hijas gemelas de cinco años.
25 de marzo de 1944, 4,000 judíos serían deportados al campo de concentración en Auschwitz. Roman Erich Petsche decidió salvar a la hija menor de dos años. Viajó con los niños y una mujer de la limpieza a Budapest a una tía de los niños. Dio a la señora de la limpieza como a su esposa ya los hijos como a los suyos. Roman Erich Petsche regresó a Novi Sad esa misma noche y ayudó al Dr. Tibor y otros miembros de su familia en un boleto de tren para dejar a Novi Sad. La abuela enferma de Tibors, que estaba en la ciudad, llevó a Petsche a un hospital y la cuidó hasta que murió. Sin embargo, Vera Tibor, sus hijas y la tía de los Tibors fueron arrestadas y deportadas a Auschwitz. La tía y los niños sobrevivieron y se establecieron en Israel después del final de la guerra.
Después de la Segunda Guerra Mundial, Petsche trabajó por primera vez entre 1945 y 1950 en Linz como formador de profesores, luego, desde 1950, en la supervisión escolar, entre otros, como inspector especializado en educación artística de varios estados federales. En 1972 se retiró y se retiró a Ried im Innkreis. Además de su carrera, siempre estuvo activo como pintor, pero no ofreció sus obras en el mercado del arte. Prefirió los motivos figurativos, que produjo en su vejez casi exclusivamente en una técnica de collage única, que llamó lumigrafía, utilizando dibujos de tizas de colores y estampados de luz. Museos en Ried y Graz muestran sus obras.
En 1983, Petsche, quien desde entonces ha sido ascendido a Hofrat, fue honrado por el Memorial Yad Vashem de Israel como Justo entre las Naciones por su rescate en la Segunda Guerra Mundial. Como razones de su acto, llamó entonces "el obvio mandamiento humano de ayudar a otros necesitados". También era consciente del destino de la familia de su madre, que había perdido a varios miembros en el campo de concentración.
En 2002, el 11. Los días de historia contemporánea de Braunauer sobre el tema del coraje moral y la resistencia en las dictaduras de la cultura en el Gugg sus cuadros publicados.